# Eugene Jardin
Eugene Jardin (* 27. Oktober 1947 in Hannover; † April 1992 in Paris) war ein deutsch-amerikanischer Künstler.

## Biografie
Nach seiner Geburt in Deutschland wuchs Jardin in Südafrika auf. Er studierte dort an der Michalis School of Art, University of Cape Town. Nach Aufenthalten in London, New York und Los Angeles zog er 1988 nach Santa Fe. 1992 hielt er sich längere Zeit in Paris auf, um eine Ausstellung vorzubereiten. Er starb im American Hospital an HIV.

## Künstlerisches Wirken
Jardin wurde bekannt für ausdrucksstarke Skulpturen, vorwiegend aus Kunstharz. Seine Werke befinden sich in diversen Museen sowie Privatsammlungen u. a. von Johnny Carson, Jodie Foster, Jane Seymour, David Hockney, Pia Zadora, Wolfgang Puck und John Schlesinger.